# スコッチボネット

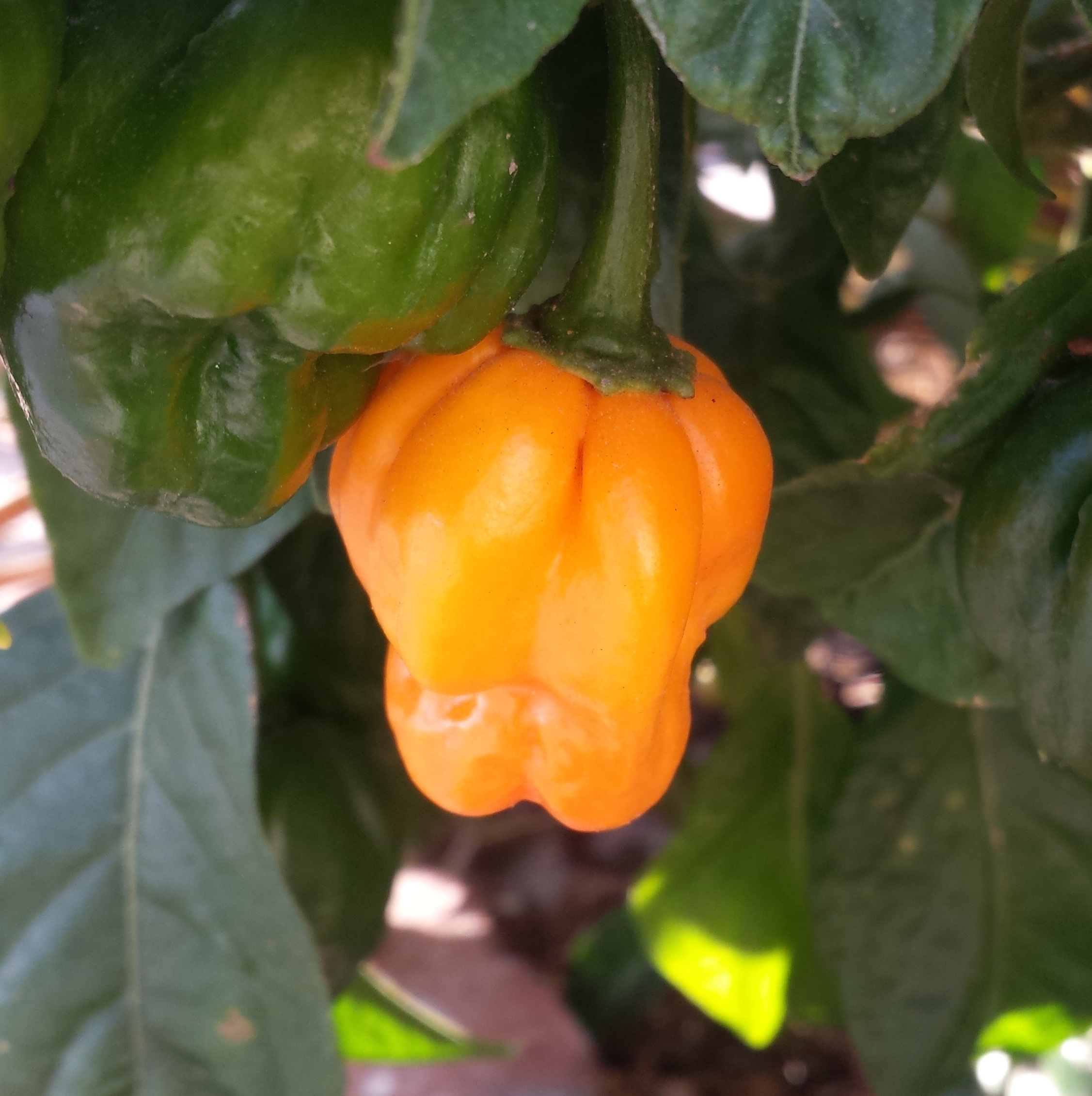
スコッチボネット

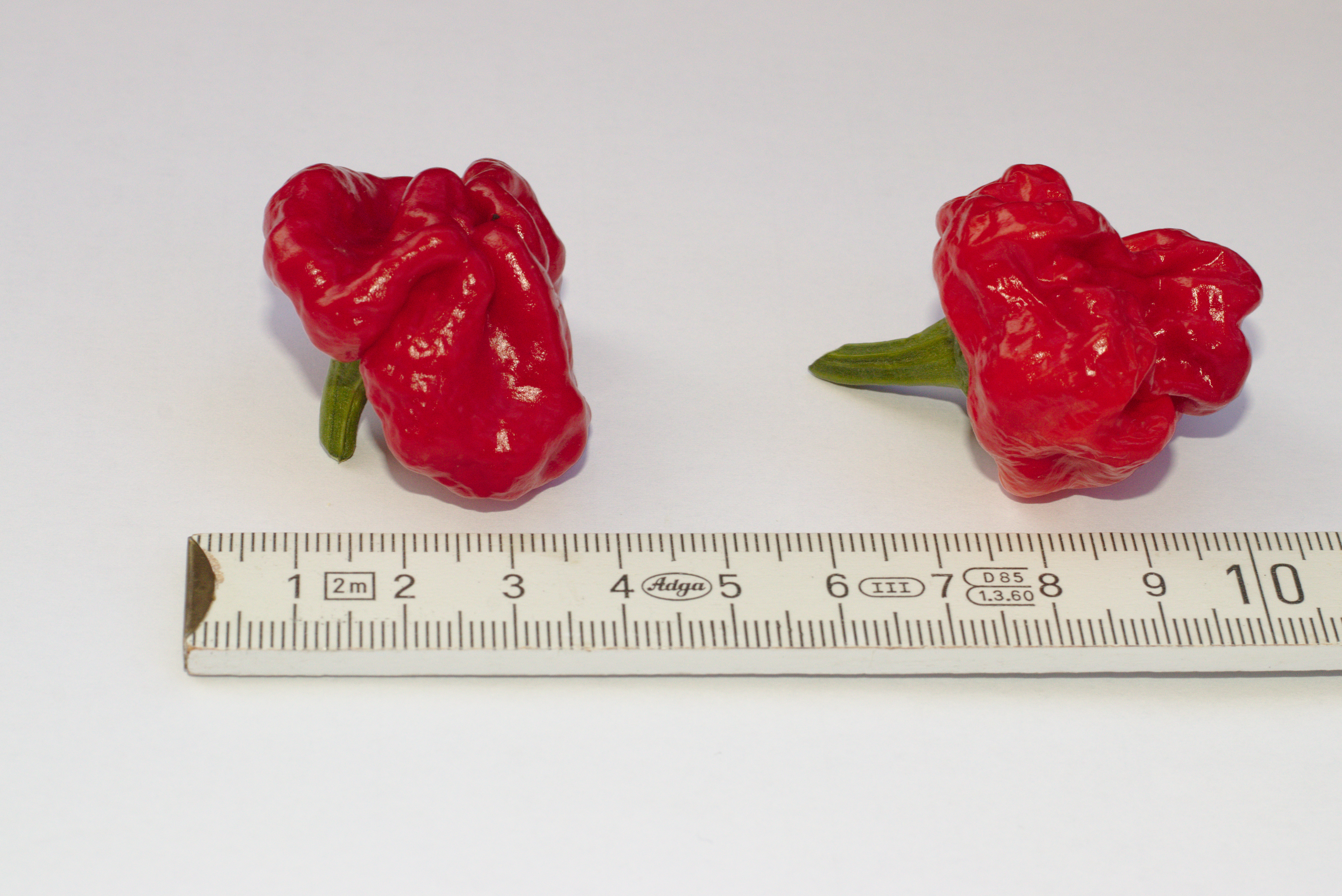
スコッチボネット

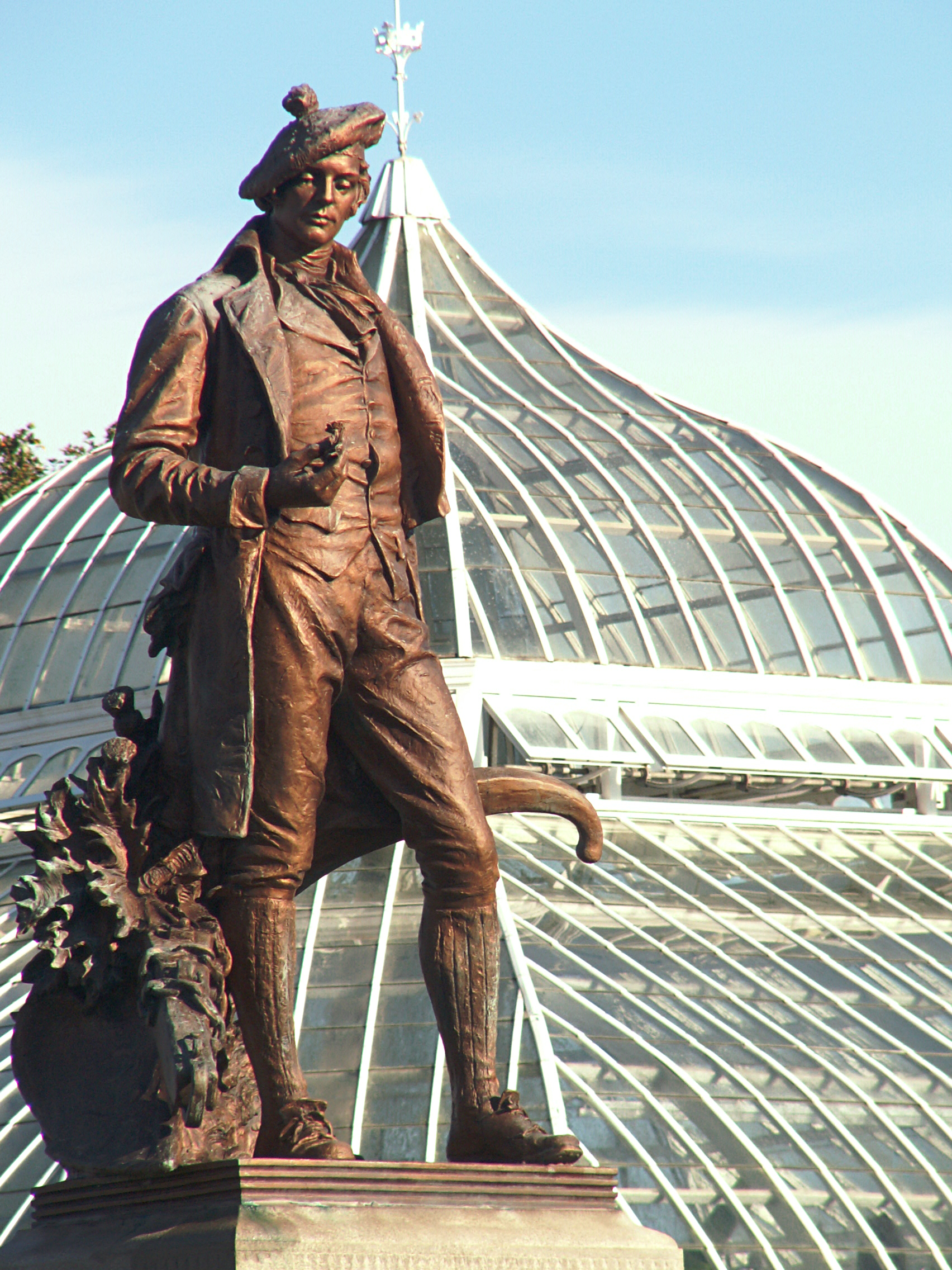
タム・オ・シャンターを被るロバート・バーンズ像（ピッツバーグ）

スコッチボネット、スコッチ・ボネット・ペッパー（スペイン語: Scotch bonnet）は、ジャマイカ原産のトウガラシ。
スコヴィル値は10万から32万5000ほど
スコッチボネットからジャークスパイスが作られ、ジャークチキンなどの料理に利用されている。
スコットランドのボンネット (帽子)の1種、タム・オ・シャンターに似ていることから、名づけられたとされる。
日本でも沖縄県、神奈川県などで栽培されており、スパイスとして利用、販売されている。